# Duane-Syndrom

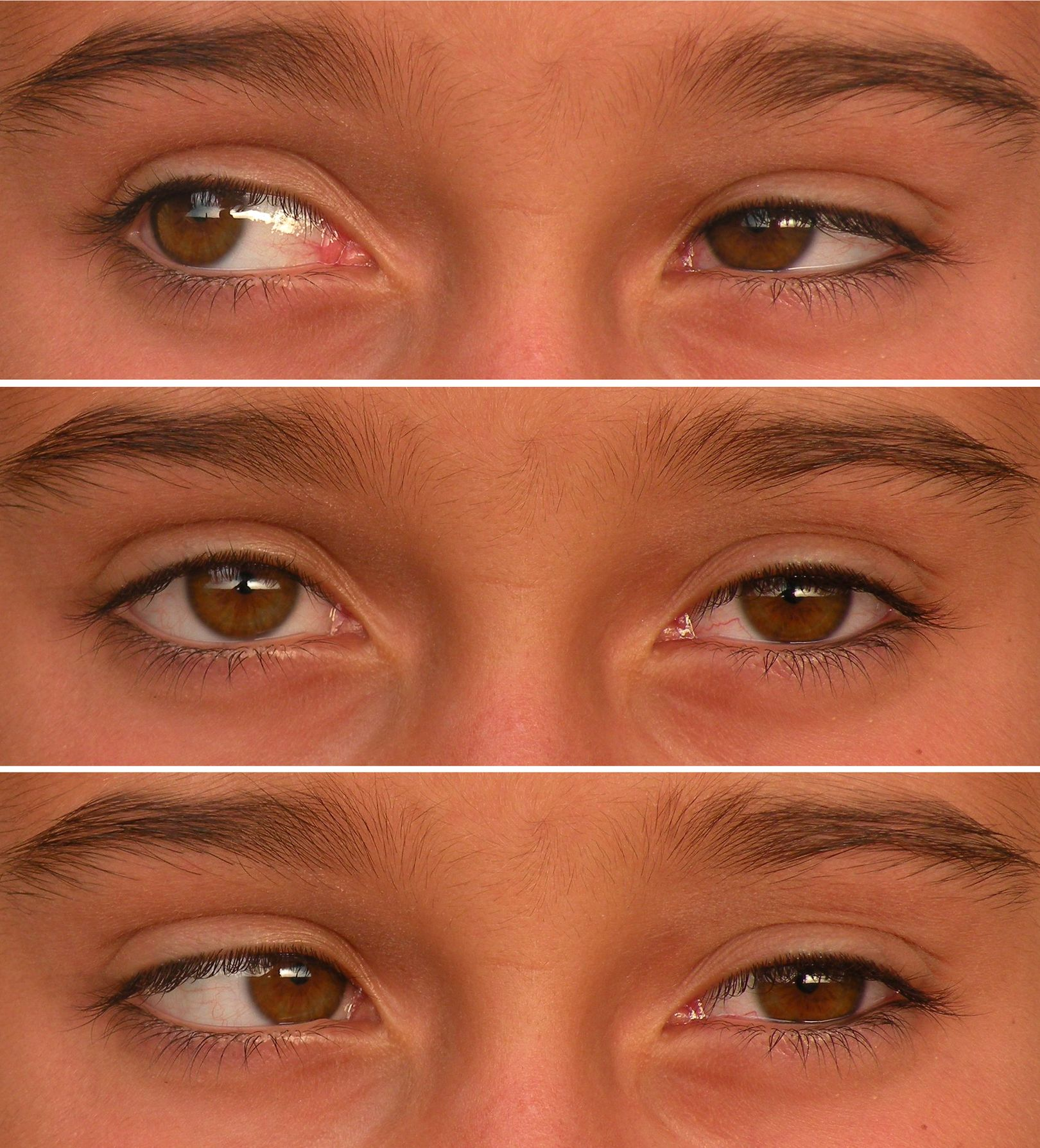
10-jähriges Mädchen mit einem linksseitigen Duane-Syndrom Typ I

Das Duane-Syndrom (Synonyme: Retraktionssyndrom nach Stilling-Türk-Duane, Stilling-Türk-Duane-Syndrom, kongenitales Retraktionssyndrom) ist eine angeborene (kongenitale) Augenmuskellähmung und gehört zur Gruppe der Kongenitalen kranialen Fehlinnervations-Syndrome. Es wurde von den Augenärzten Jakob Stilling (1887), Siegmund Türk (1896) und Alexander Duane (1905) als Krankheitsbild beschrieben. Der Anteil des Duane-Syndroms an allen Strabismusfällen beträgt ca. 1 %.

## Ursachen
Als Ursache wird eine angeborene Schädigung des Nervus abducens angenommen, einhergehend mit einer Fehlinnervation des Musculus rectus lateralis durch Neuronen des Nervus oculomotorius. Ein erbliches Vorkommen wird ebenfalls beschrieben. Die Fehlinnervation führt bei intendierter Adduktion (also Anspannung des Musculus rectus medialis) des befallenen Auges zu einer gleichzeitigen Aktivität des M. rect. lateralis, also seines ipsilateralen Antagonisten, was zu einer Art „Zügelwirkung“ führt.

## Symptomatik

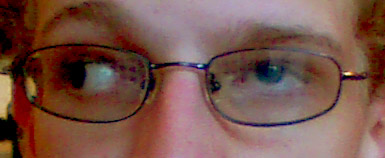
Duane-Syndrom links

Es kommt bei einer beabsichtigten Bewegung des befallenen Auges zur Nase hin (Adduktion) zu dem charakteristischen Zurückziehen (Retraktion) des Augapfels in die Augenhöhle mit sekundärer Verengung der Lidspalte. Horizontale Blickbewegungen, auch die Bewegung des betroffenen Auges in Richtung Schläfe (Abduktion), sind, je nach Typ mehr oder weniger massiv, eingeschränkt. Der Augeninnendruck kann erhöht sein. Beim Blick geradeaus ist häufig eine Schielstellung vorhanden, die durch eine Kopfzwangshaltung in der Regel ausgeglichen werden kann und so binokulares Einfachsehen möglich ist.

## Besonderheiten
Eine Besonderheit liegt in der großen Variationsbreite des Retraktionssyndroms, die sich u. a. aus dem unterschiedlichen Größenverhältnis der drei möglichen Anteile des M. rectus lateralis ergeben, nämlich der des vom N. abducens normal innervierten Bereichs, des Bereichs, der vom N. oculomotorius fehlinnerviert wird, und dem überhaupt nicht innervierten fibrotischen Bereich. Außerdem wird das Krankheitsbild dadurch bestimmt, welche Okulomotoriusfasern an der Fehlinnervation des M. rectus lateralis beteiligt sind. Hierfür kommen die in Frage, die üblicherweise dem M. rectus medialis zugehörten (was wohl als der häufigste Fall beschrieben wird), oder die, die für die Innervation einer der Vertikalmotoren (M. rectus superior, M. rectus inferior, M. obliquus inferior) gedacht waren. Zudem ergeben sich Besonderheiten in Abhängigkeit davon, ob nieder- oder hochschwellige Neuronen eingewachsen sind.

## Diagnostik
Die strabologische Diagnostik erfolgt in einer Augenklinik oder entsprechenden Fachabteilung (Orthoptik) und beinhaltet u. a. genauste Motilitätsanalysen, Doppelbildschemata, Quantifizierung von evtl. Kopfzwangshaltungen und differentialdiagnostische Abgrenzungen, z. B. einer Abduzensparese. Zudem wird in der Regel eine Elektromyografie durchgeführt werden.

## Einteilung
Das Duane-Syndrom gehört aufgrund seiner Ätiologie zur Gruppe der kongenitalen kranialen Fehlinnervations-Syndrome (Congenital Cranial Dysinnervation Disorders – CCDD).
- Typ I
  - Ausgeprägte Einschränkung der Abduktion (keine Bewegung über die Mittellinie möglich)
  - geringgradige Einschränkung der Adduktion
  - geringes Innenschielen bei Blick geradeaus
  - mäßige Retraktion und Lidspaltenverengung bei zunehmendem Versuch der Adduktion

- Typ II
  - Geringe Einschränkung der Abduktion
  - Ausgeprägte Einschränkung der Adduktion
  - deutliche Retraktion und Lidspaltenverengung bei Adduktion
  - Hebung oder Senkung des Auges in Adduktion möglich

- Typ III
  - Ausgeprägte Einschränkung sowohl der Adduktion, als auch der Abduktion
  - Retraktion erfolgt bereits ohne erkennbare Adduktionsbewegung

Typ I kommt wesentlich häufiger vor als Typ II und Typ III.

## Therapie
Therapeutisch kann eine Schieloperation in Frage kommen. Angestrebt wird hierbei eine Verlagerung des Feldes binokularen Einfachsehens in Richtung der Primärposition (Kopfgeradehaltung) mit Reduzierung der bestehenden Kopfzwangshaltung. Im Allgemeinen werden hierbei vorsichtig dosierte Rücklagerungen entsprechender Muskeln (Verlagerung des Muskelansatzes nach hinten in Muskelzugrichtung) dem Verfahren einer Resektion (Verkürzung der Sehne oder des Muskels unter Beibehaltung des ursprünglichen Muskelansatzes) vorgezogen, um nicht durch die so erhöhte Spannung die Retraktion zu verstärken. Bestehen Höhenabweichungen, wird in der Regel von Interventionen an den Vertikalmotoren Abstand genommen, da die Ursache hierfür in einem, durch die hohe Spannung verursachten, Abrutschen der Horizontalmotoren im Bereich des Äquators zu suchen ist. Auch die intermuskuläre Membran ist hierbei nicht mehr in der Lage, die Muskeln im Null-Grad-Meridian zu halten. Spannungsmindernde weite Rücklagerungen und ggf. die Durchführung einer sogenannten Fadenoperation können sich hier anbieten, letztere jedoch nur dann, wenn bei normaler Rücklagerung der Horizontalmotoren eine große, störende Vertikaldeviation verbleibt.
Seit einiger Zeit wird in den USA auch die Transposition der geraden Vertikalmotoren, die sogenannte VRT (Vertical Rectus Transposition), in manchen Fällen des Duane-Syndroms als operative Maßnahme eingesetzt. Das Prinzip ist schon länger bei der operativen Behandlung einer Paralyse des Nervus abducens (VI. Hirnnerv) als Hummelsheim-Operation bekannt. Bereits in den 1970er Jahren wurden solche Eingriffe in Belgien vorgenommen, führten jedoch zu signifikant unbefriedigenden Ergebnissen, unter anderem in Form sekundärer Vertikaldeviationen, weshalb Muskeltranspositionen hierzulande bei dieser Indikation nicht durchgeführt werden und als kontraindiziert gelten.